# Рябово (Тосненський район)
Рябово (рос. Рябово) — міське селище у Тосненському районі Ленінградської області Російської Федерації.
Населення становить 3174 особи. Належить до муніципального утворення Рябовське міське поселення.

## Історія
Населений пункт розташований на історичній землі Іжорія.
Згідно із законом від 22 грудня 2004 року № 116-оз належить до муніципального утворення Рябовське міське поселення.

## Населення
| 1879  | 1970  | 1979  | 1989  | 1997  | 2002  | 2006  |
| ----- | ----- | ----- | ----- | ----- | ----- | ----- |
| 220   | ↗4989 | ↘4559 | ↘3935 | ↘3800 | ↘3309 | ↘2900 |
| 2009  | 2010  | 2011  | 2012  | 2013  | 2014  | 2015  |
| ↗2935 | ↗3251 | ↗3253 | ↗3279 | ↗3360 | ↗3394 | ↗3402 |
| 2016  | 2017  | 2018  | 2019  | 2020  |       |       |
| ↘3358 | ↘3323 | ↘3282 | ↘3215 | ↘3174 |       |       |